# Liu Chengan
Liu Chengan (* 20. Dezember 1972 in Hebei, Volksrepublik China) ist ein chinesischer Dartspieler.

## Karriere
Liu Chengan nahm 2006 als zweiter Chinese überhaupt an der PDC-Weltmeisterschaft teil. Dort verlor er in der ersten Runde gegen den Kanadier John Part. Ein Jahr später verlor er das Finale des chinesischen WM-Qualifikationsturnier. 2009 konnte er das Finale der Hong Kong Open erreichen, unterlag dort allerdings Royden Lam. 2017 und 2018 konnte er sich jeweils für das Shanghai Darts Masters qualifizieren. Beide Mal schied er ohne ein Leg zu gewinnen gegen Raymond van Barneveld respektive Rob Cross aus. 15 Jahre nach seiner ersten WM-Teilnahme gelang es Liu den chinesischen Qualifier erneut zu gewinnen und nahm somit bei den PDC World Darts Championship 2021 teil. Dort unterlag er in seinem Erstrundenspiel Darius Labanauskas aus Litauen mit 0:3.
Ursprünglich hätte Liu Chengan an der PDC Qualifying School im Februar 2021 teilnehmen sollen. Er sagte seine Teilnahme jedoch ab.

## Weltmeisterschaftsresultate

### PDC
- 2006: 1. Runde (0:3-Niederlage gegen  John Part)
- 2021: 1. Runde (0:3-Niederlage gegen  Darius Labanauskas)